# Dimensión IV (álbum)
Dimensión IV es el cuarto disco de estudio del grupo de Heavy metal español Azrael, lanzado al mercado en el año 2001 por Locomotive Music. Es el disco más famoso de la banda y con él se dieron a conocer en todo el territorio nacional.

## Contenido del disco
- En el umbral...
- Sacrificio
- Nada que temer
- Sentencia
- Mujer de hielo
- Tres... y el apocalipsis
- La noche cae
- Incierta realidad
- La luz de Ishtar
- En la otra dimensión

- Datos: Q5807213